# Djordje Cikusa
Djordje Cikusa Jelicic (en serbocroata: Đorđe Cikuša Jeličić; Bordils, Gerona, 8 de diciembre de 2005) es un jugador de balonmano español que juega de lateral derecho en el Montpellier Handball de la Liqui Moly Starligue, tras ser cedido por una temporada por su equipo, el FC Barcelona de la Liga Asobal. Es internacional con la selección de balonmano de España. Tiene un hermano mellizo que también es jugador de balonmano, Petar Cikusa.
Djordje debutó el 2 de noviembre de 2023 con la selección, junto a su hermano Petar, en un partido amistoso frente a la selección de balonmano de los Países Bajos, convirtiéndose ambos en los segundos jugadores más jóvenes en debutar con la selección española, a la edad de 17 años, 10 meses y 22 días, seis meses después de que lo hiciese Quico López Balcells en el año 1966.

## Palmarés

### FC Barcelona
- Supercopa Ibérica (1): 2023
- Liga Asobal (1): 2024
- Copa Asobal (1): 2024
- Copa del Rey (1): 2024
- Liga de Campeones de la EHF (1): 2024

## Clubes
| Club                          | País    | Año         |
| ----------------------------- | ------- | ----------- |
| FC Barcelona B                | España  | 2022 - 2023 |
| FC Barcelona                  | España  | 2023 - Act. |
| Montpellier Handball (cedido) | Francia | 2024 - Act. |

## Estadísticas

### Selección nacional
|  | Líder del Torneo            |
|  | Incluido en el Equipo Ideal |

| Torneo              | Partidos | Ataque | Ataque | Ataque      | Ataque | Posición |
| Torneo              | Partidos | Goles  | Tiros  | Efectividad | Media  | Posición |
| ------------------- | -------- | ------ | ------ | ----------- | ------ | -------- |
| Mundial 2025        | 5        | 7      | 16     | 43.75%      | 1.4    | 18º      |
| Total en su carrera | 5        | 7      | 16     | 43.75%      | 1.4    | -        |

Actualizado a 31 de enero de 2025.